# علم فرجينيا الغربية

علم ولاية فيرجينياالغربية

أعتمد علم ولاية فيرجينيا الغربية في يوم 7 اذار - مارس من عام 1929 . يحتوي العلم على صورة رجلين أحدهما يرتدي زي المزارعين والاخر يرتدي زي شخص يعمل في التعدين وبينهما يوجد حجر مكتوب فيه تاريخ 20 حزيران - يونيو سنة 1863 م وهو تاريخ انضمام الولاية إلى الاتحاد الأمريكي.